# Bitte Hammargren
Bitte Hammargren, född 14 augusti 1955 i Tingsås församling i Kronobergs län, är en svensk journalist, författare och Mellanösternanalytiker.
Under åren 2001–2012 var hon Mellanösternkorrespondent åt Svenska Dagbladet. Åren 2013–2015 bevakade hon denna region som frilans samt som kommentator och föreläsare i många olika sammanhang. Under 2016 tillträdde hon en tjänst på Utrikespolitiska institutet som Mellanösternanalytiker samt redaktör och ansvarig utgivare för nättidningen Utrikesmagasinet. År 2017 blev hon chef för UI:s nystartade Mellanöstern- och Nordafrikaprogram. Åren 2018–2020 arbetade hon som Mellanösternanalytiker vid Totalförsvarets forskningsinstitut, FOI. Sedan 2020 är hon fri skribent samt senior associerad medarbetare vid Utrikespolitiska institutets Mellanöstern- och Nordafrikaprogram. 
2011 ägnades Bitte Hammargren och boken Revolution i Egypten (där hon var en av författarna) ett program i Utbildningsradions serie En bok, en författare.
Hammargren har även uppmärksammats för reportageboken Gulfen – en framtida krutdurk (2014). I boken visar hon hur staterna på Arabiska halvön styrs av autokratiska dynastier som behandlar statens inkomster som privat egendom, och hur nästan allt kroppsarbete i vissa länder sköts av rättslös utländsk arbetskraft. Oljestaternas medborgare har däremot mycket lägre förvärvsfrekvens, vilket gör en framtid utan oljeinkomster till en högst osäker framtid. Boken om Gulfen presenterades i En bok, en författare hösten 2014.
År 2023 kom hon ut med boken Drama utan slut: Turkiet 100 år (Bokförlaget Atlas) tillsammans med fotografen Stefan Bladh. I Aftonbladet beskrev Åsa Linderborg boken som "en fin insats i folkbildningens tjänst" som på ett kunnigt sätt beskriver Turkiets historia och bland annat ger en bakgrund till den komplexa relationen till Ryssland. I SvD skrev Turkietkännaren Ülkü Holago att boken "är en folkbildningsgärning som i sin nyansrikedom och spännvidd kommer att ge många läsare nycklar till att förstå mer om landeet där dramat aldrig tycks ta slut".
Hammargren sommarpratade i Sommar i P1 den 11 juli 2025.
Bitte Hammargren är sedan 1987 gift med Per Luthander (född 1947).

## Priser och utmärkelser
- 2008 – Publicistklubbens stora pris.[18]
- 2017 – Arguspriset i humaniora, utdelat av Kungl. Humanistiska Vetenskaps-Samfundet i Uppsala.[19]